# المرأة في التصوير الضوئي
تعود مشاركة المرأة في التصوير الضؤئي إلى أصول عملية. العديد من النساء المصورات في الماضي، معظمهن كانوا من بريطانيا أو فرنسا، متزوجات من رواد الذكور أو لهم علاقات وثيقة مع أسرهم. في شمال أوروبا تعتبر المرأة أول من دخل مجال التصوير الضؤئي، وفتح استوديوهات في الدنمارك وفرنسا وألمانيا والسويد من 1840، في حين أن في بريطانيا تعتبر النساء من عائلات غنية طورو التصوير كاحدى الفنون في أواخر الخمسينات وحتى في التسعينات قاموا بفتح أول استديو يديره نساء في مدينة نيويورك.

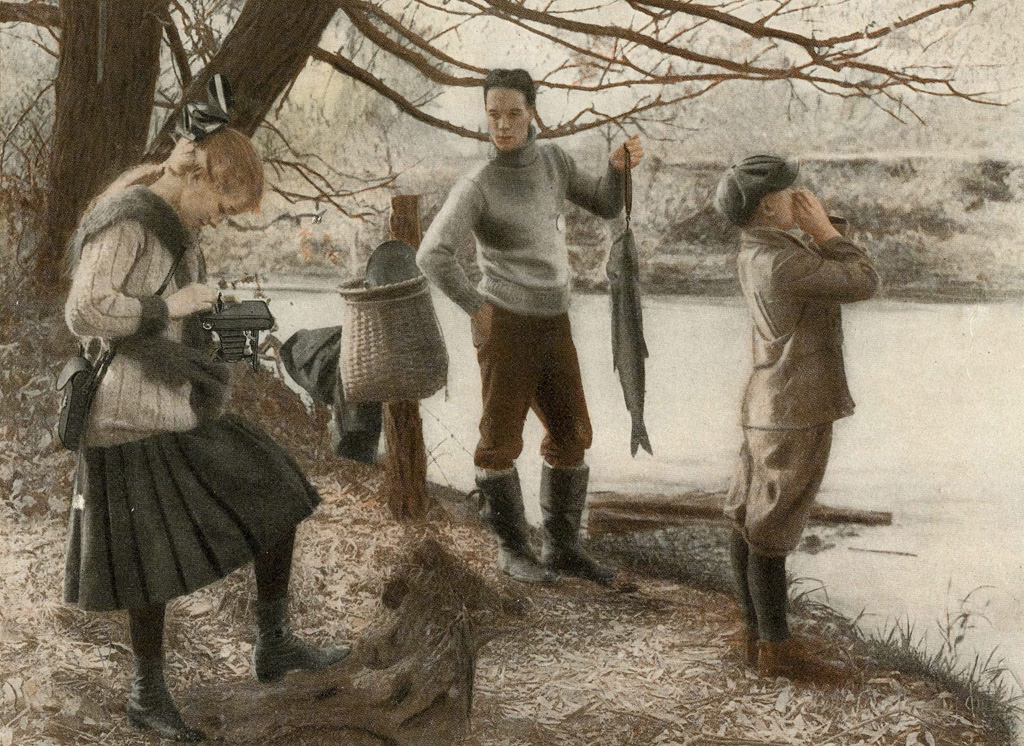
إمراة هاوية للتصوير في الماضي، اعلان كوداك 1918

في عام 1880 روجت حلقة بريطانيا عن التصوير الفني كما شجع ألفريد ستيغليتز العديد من النساء للانضمام إلى حركة صور الانعزال التي أسسها في عام 1902 لدعم ما يدعى بالتصويرالاحترافي. وفي فيينا، الرائدة دورا كالموس استخدمت استديو التصوير كأماكن اجتماع انيقة للأرستقراطية النمساوية المجرية.
في الولايات المتحدة، كانت النساء من هواة التصوير، كما ان العديد منهن يعملن في الإنتاج بشكل جيد ايضًا  قادرات على العرض في المعارض الرئيسية. كما انهن لا ينتجن صور المشاهير والهنود فقط ولكن أيضا أخذ المناظر الطبيعية، وخاصة من بداية القرن ال20. كان إشراك المرأة في التصوير الصحفي أيضا بداياته في أوائل 1900، إلا أنه اكتسب ببطء خلال الحرب العالمية الأولى.

## أوائل المشاركين
بينما عمل السادة الإنجليزيين والفرنسيين يتضمن تطوير وإطلاع في عملية التصوير وتوثيقه جيدا، والدور الذي لعبته النساء في الأيام الأولى يميل إلى القليل من الاهتمام.

### البدايات
ومع ذلك كانت تشارك المرأة في التصوير الضؤئي منذ البداية. كما قد جربت كونستانس فوكس تالبوت زوجة هنري فوكس تالبوت واحد من اللاعبين الرئيسيين في تطوير التصوير الضؤئي في 1830 و1840، عملية في وقت مبكر من عام 1839. كما ان وصفتها ريتشارد اوفندون بصورة ضبابية من بيت قصير للشاعر الايرلندي توماس مور، التي من شأنها أن تجعل لها مصورة معروفة.
آنا اتكينز، عالمة النبات، كما قدم أيضا فوكس تالبوت للتصوير الضؤئي، الذي شرح له تقنية «الرسم الرقيق» وكذلك علمه النظام الضؤئي في كاميرته.
بعد التعرف على عملية استخراج الضؤئي التي اخترعتها جون هيرشيل، وقالت انها كانت قادرة على إنتاج مخطط فوتوغرافي من الطحالب المجففة. كما قالت انطباعات عن الاستخراج الضؤئي ليكون أول كتاب مع الرسوم المصورة التوضيحية كما انها نشرت في عام 1843 صورعن الطحالب البريطانية.
جون ديلواين يولين عالم نبات آخر ومصور وهاوي وحريص شجعته زوجته إيما ثوماسينا تالبوت للتصوير الضؤئي، وهو ابن عم فوكس تالبوت.  وأظهرت زوجته اهتماما كبيرا في التصوير الضؤئي كما ساعدته في الطباعة.

### أوائل المهنيين
في فرنسا، كانت جنفياف إليزابيث دايسدير أول مهنية في مجال التصوير الضؤئي إلى جانب زوجها أندريه أدولف أوجين دايسدير الذي سجل براءات اختراع على بطاقة زيارة عملية، كما أسست استوديو داجيرية في بريست في أواخر 1840. بعد أن غادر دايسدير لباريس في 1847،كما إنها واصلت إدارة الأعمال التجارية وحدها. حيث كانت بيرثا وينرنت بيكمان أول أنثى مصورة محترفة في ألمانيا. وفي عام 1843، قالت انها افتتحت استوديو في لايبزيغ مع زوجها ودارت الأعمال نفسها بعد وفاتها في عام 1847.  اميلي بيبر افتتحت استوديو داجيرية في هامبورغ في 1852. وبعد بداية بطيئة، ازدهر الاستوديو حتى 1885 عندما نقلته إلى ابن أخيها.  في الولايات المتحدة، قالت سارة لويز جاد (1802-1886) بانها حققت أنواع من التصوير الضؤئي في ولاية مينيسوتا في عام 1848.
ثورا هاليقر، واحدة من أول النساء المصورات في الدنمارك، كما مارست التصوير في كوبنهاغن من بداية 1850 . إلا أنها تذكرت قبل كل شيء صورة الجميلة هانز كريستيان أندرسن أخذتها في عام 1869.  وفي السويد أيضا، دخلت المرأة مجال التصوير الضؤئي في مرحلة مبكرة. تقوم بريتا صوفيا هيسليوس تصوير ألواح فضية في كارلستاد في وقت مبكر من عام 1845، وكانت ماري كنبرق واحدة من أول  من استخدم تقنية التصوير الجديدة في غوتنبرغ في 1851-1852.
أصبحت هيلدا سجولين مصورة محترفة في مالمو في عام 1860، وافتحت استوديو هناك في العام التالي، في حين شملت صوفيا اهلبوم أيضا التصوير الضؤئي من بين الفنون في 1860. وفي عام 1864، أصبحت بيرثا فاليريوس في ستوكهولم المصورة الرسمية للمحكمة السويدية الملكية. خلال 1860 ، وكانوا لا يقلون عن 15 انثى مصورة في السويد، ثلاثة منهم، روزالي سجومان، كارولين فون كنورينق وبيرثا فاليريوس ينتمون إلى النخبة بمهنتهم. وفي عام 1888.
آنا هواس أصبحت أول امرأة وعضوة في مجلس إدارة جمعية التصوير.
في سويسرا، ألوينا جوسير  1841-1926 أصبحت واحدة من اوائل النساء المحترفات للتصوير.

ثورا هاليقر هانز كريستيان أندرسن (1869)

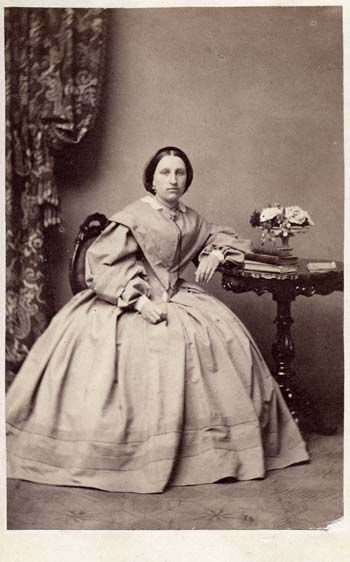
هيلدا سجولين:صورة من إيدا هيولتقرن 1863

### الفنانين الاوائل
وذكرت اثنتين من السيدات البريطانيات بمساهماتهن في التصوير الفني في أواخر 1850 ، كما بدأت السيدة كلمنتينا هواردن بالتقاط صور ضؤئية وكانت أولى صورها عبارة عن مناظر طبيعية التي اخذتها في إيرلندا. وبعد أن انتقلت العائلة إلى لندن، في عام 1862 أصبح الاستديو في الطابق الأول من منزلها في جنوب كنسينغتون في لندن، وملئه  بالدعائم التي يمكن رؤيتها في صورها. كما تخصصت في بعض الصور، وخاصة ان لها ابنتين يرتدين ازياء من اليوم. كما حصل عملها على ميدالية فضية  في المعارض من جمعية التصوير في عام 1863 وعام 1864.  كما عملت الرائدة جوليا مارغريت كاميرون في العمل الفني على نطاق واسع. وعلى الرغم من اهتمامها في التصوير لم تبدأ حتى 1863 عندما كان عمرها 48 عاما، وقالت انها اسست مجموعة واعية من أجل ضمان التصوير الضؤئي ليصبح شكل من اشكال الفن مقبول، مع مئات من صور الأطفال والمشاهير. في حين انها لم تركز على الانتقادات كثيرا باعتبارها قاصرة من الناحية الفنية خلال حياتها، كما شكلت فيما بعد أساسا لحركة التصوير الاحترافي في بداية القرن 20، والآن تعرف على نطاق واسع.  كارولين إيميلي نيفيل وأختيها عرضوا في جمعية التصوير لندن في عام 1854 وذهبوا إلى المساهمة بآرائهم المعمارية في كينت مع اوراقهم وآرائهم المحايدة. في إيطاليا، أصبحت فرجينيا اولدنين، عشيقة نابليون الثالث، كما أصبحت مهتمة في التصوير الضؤئي في عام 1856، وتسجيل لحظات حياتها في مئات من الصور الذاتية، وغالبا ما ترتدي الأزياء المسرحية.

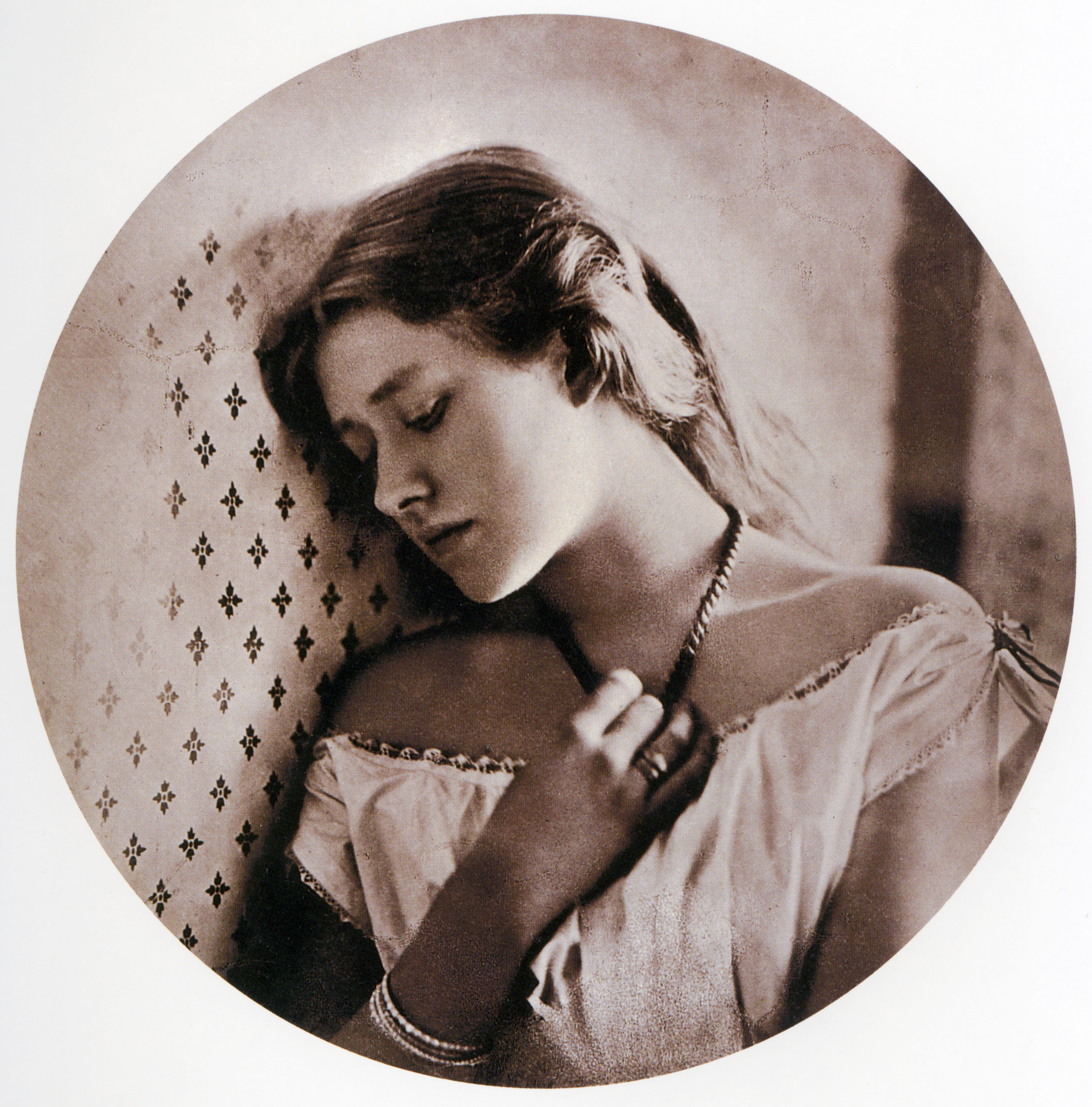
جوليا مارغريت كاميرون: "الحزن" (1864)

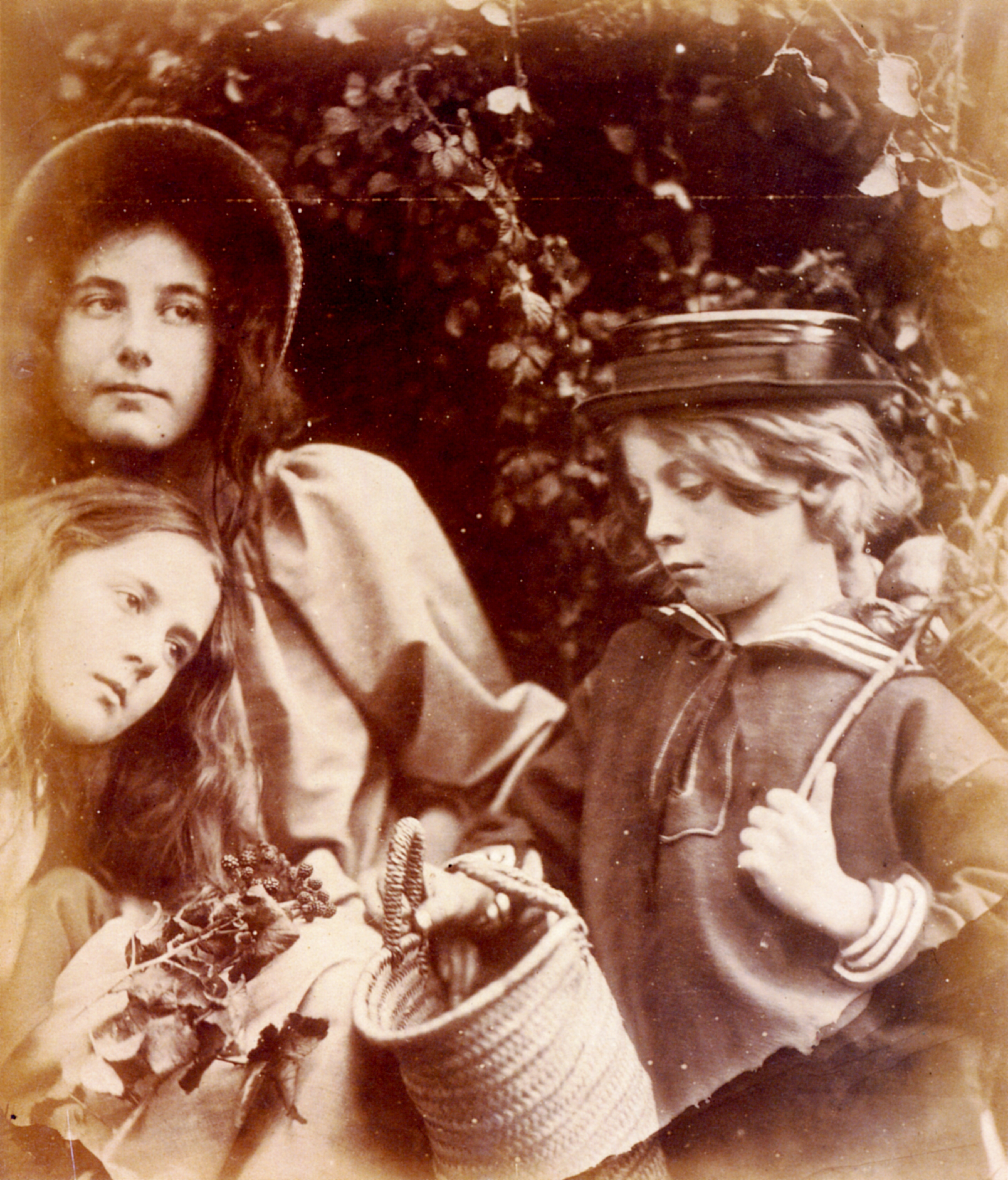
جوليا مارغريت كاميرون: "قطف التوت" (ج 1869).

### عمل الاستوديو في القرن ال19
افتتحت العديد من النساء الدنماركيات الاستوديوهات الخاصة بهن. كما افتتح فردريك فدرسبيل (1839-1913)، الذي كان قد تعلم التصوير مع عائلته في هامبورغ، وفي استوديو في ألبورج في منتصف عام1870 .  كما افتتحت ماري ستين استديو كوبنهاغن الخاص بها في عام 1884 عندما كان عمرها فقط 28، وسرعان ما تصبح أول مصورة من النساء الدنماركيات مع صور الأميرة الكسندرا في عام 1888.  افتتحت بنديكت ورنستد (1859-1949) استوديو في هورسنز في عام 1880 قبل الهجرة في الولايات المتحدة حيث صورت الهنود في ولاية ايداهو.
بعد دراسة التصوير في كلية الفنون التطبيقية في لندن، أليس هيوز (1857-1939) افتتحت استوديو في شارع جاور، لندن، في عام 1891، وسرعان ما أصبحت المصورة الرائدة من الملوك والنساء والأطفال . وفي ذروة مسيرتها، قالت انها وظفت 60 امرأة وأخذت تصل إلى 15 مقابلة في اليوم.  وفي اليابان، شيما ريو بجانب زوجها كاكيكيو، افتتحت استوديو في طوكيو في 1866. وفي نيوزيلندا، إليزابيث بول مان بمساعدة زوجها جورج عملت في أوكلاند في الاستوديو الخاص بها من عام 1867. وبعد وفاته في عام 1871، واصلت بإدارة الأعمال حتى قبل وقت قصير من وفاتها في عام 1900.
كانت أليس بوتون أول امرأة افتتحت استديو في مدينة نيويورك وكانت قد درست كل من الفن والتصوير في كلية برات للفنون والتصميم. في عام 1890، وفتحت الاستوديو على أن تصبح شرق شارع 23 واحدة من المصورين الأكثر تميزا في المدينة.  زايدة بن يوسف، من أصل ألماني وجزائري، هاجرة من بريطانيا إلى الولايات المتحدة في عام 1895. وقالت إنها أنشأت استوديو التصوير في الجادة الخامسة في نيويورك في عام 1897 حيث صورت المشاهير.

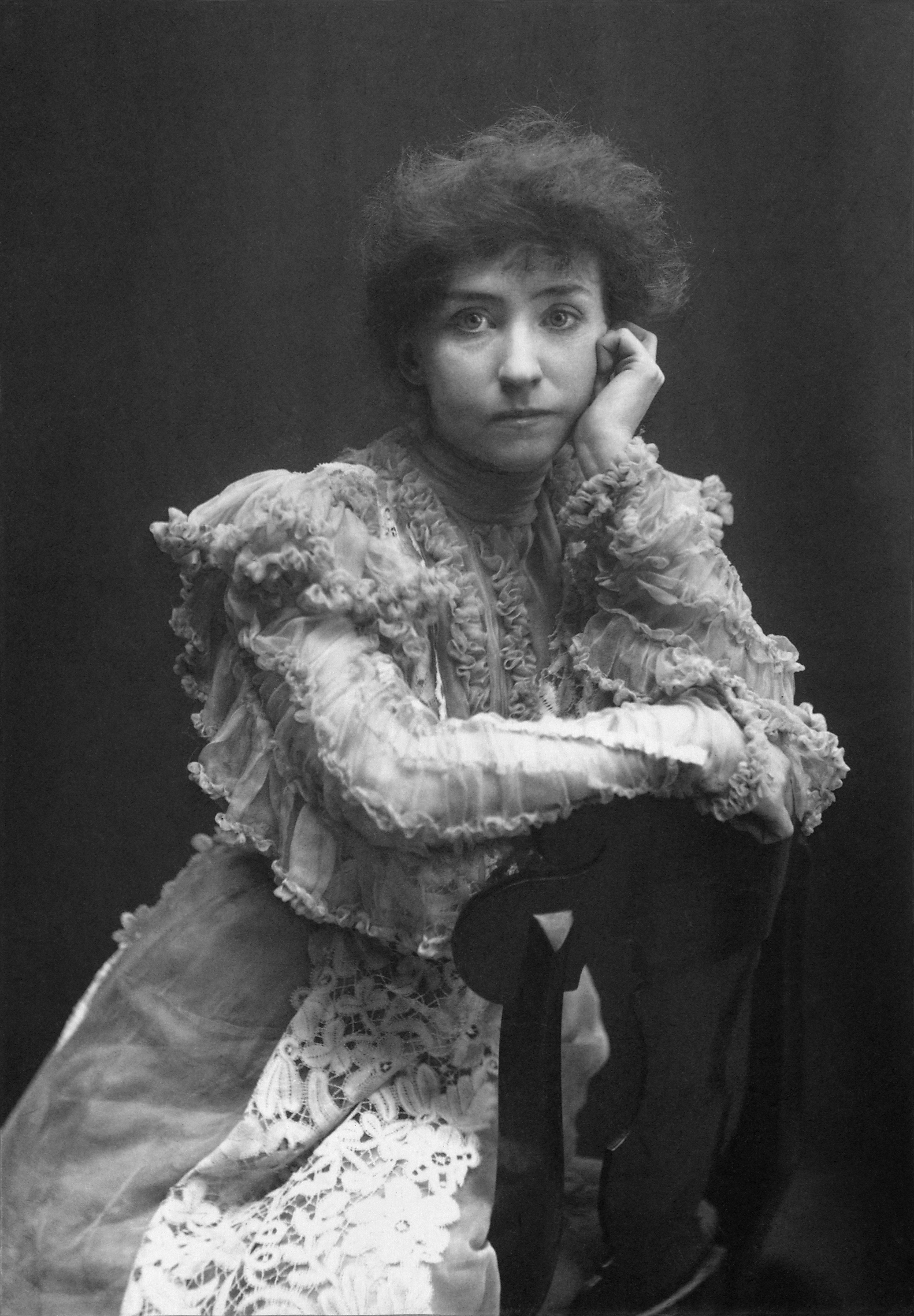
زايدة بن يوسف: السيدة فيسك، 'الحب يجد طريقه "(1896)

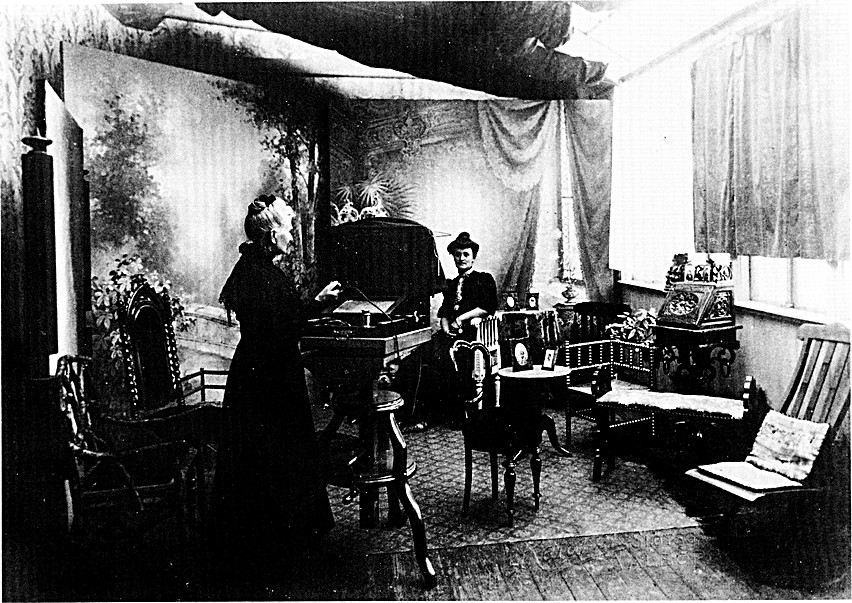
فدريك فدرسبيل مع عميل لها في ألبورج في الاستوديو (1910)

### انظر أيضا: التصوير الاحترافي

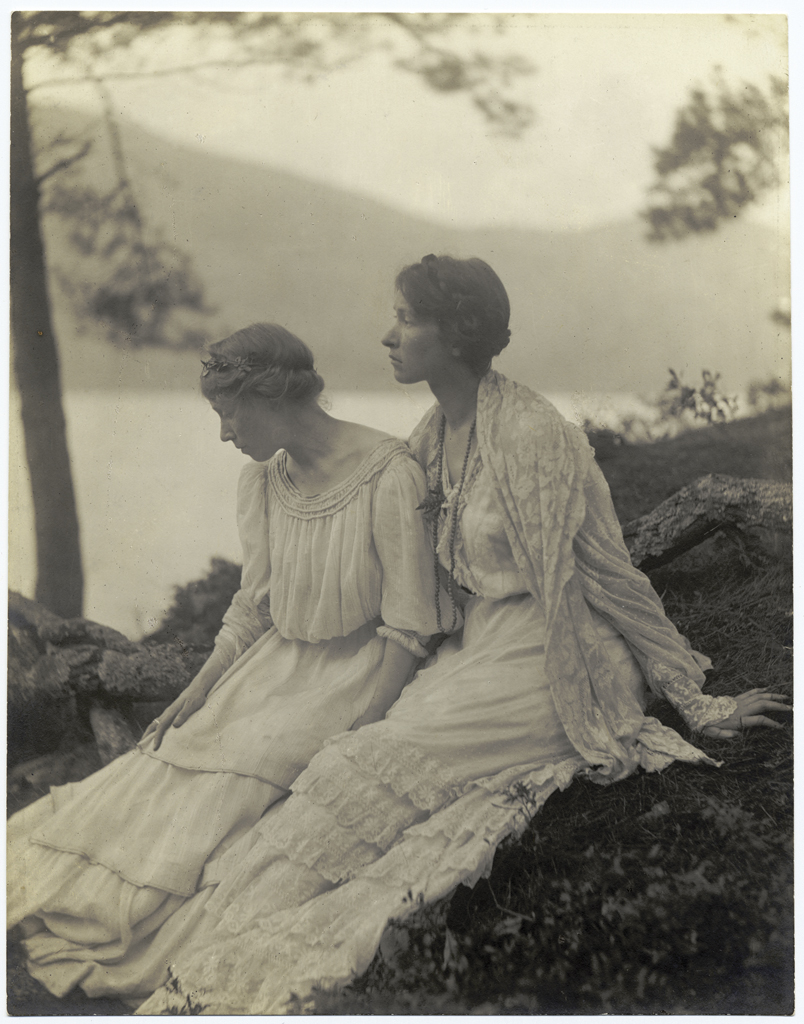
اليس بوتون: امراتين تحت الشجرة(1906)

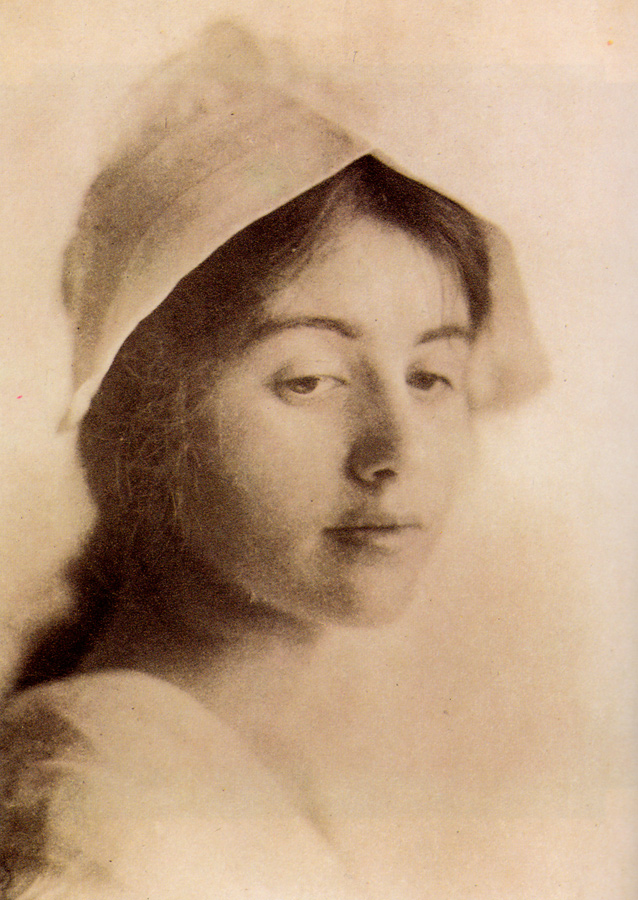
إيفا واتسون-سكوتز: رئيسة الدراسه(1900)

### المناظر الطبيعية والتصوير الضؤئي للشوارع

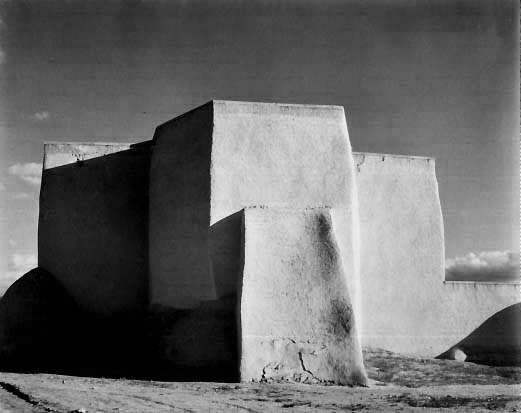
لورا غيلبين: كنيسة البعثة في رانشو دي تاوس (1930)

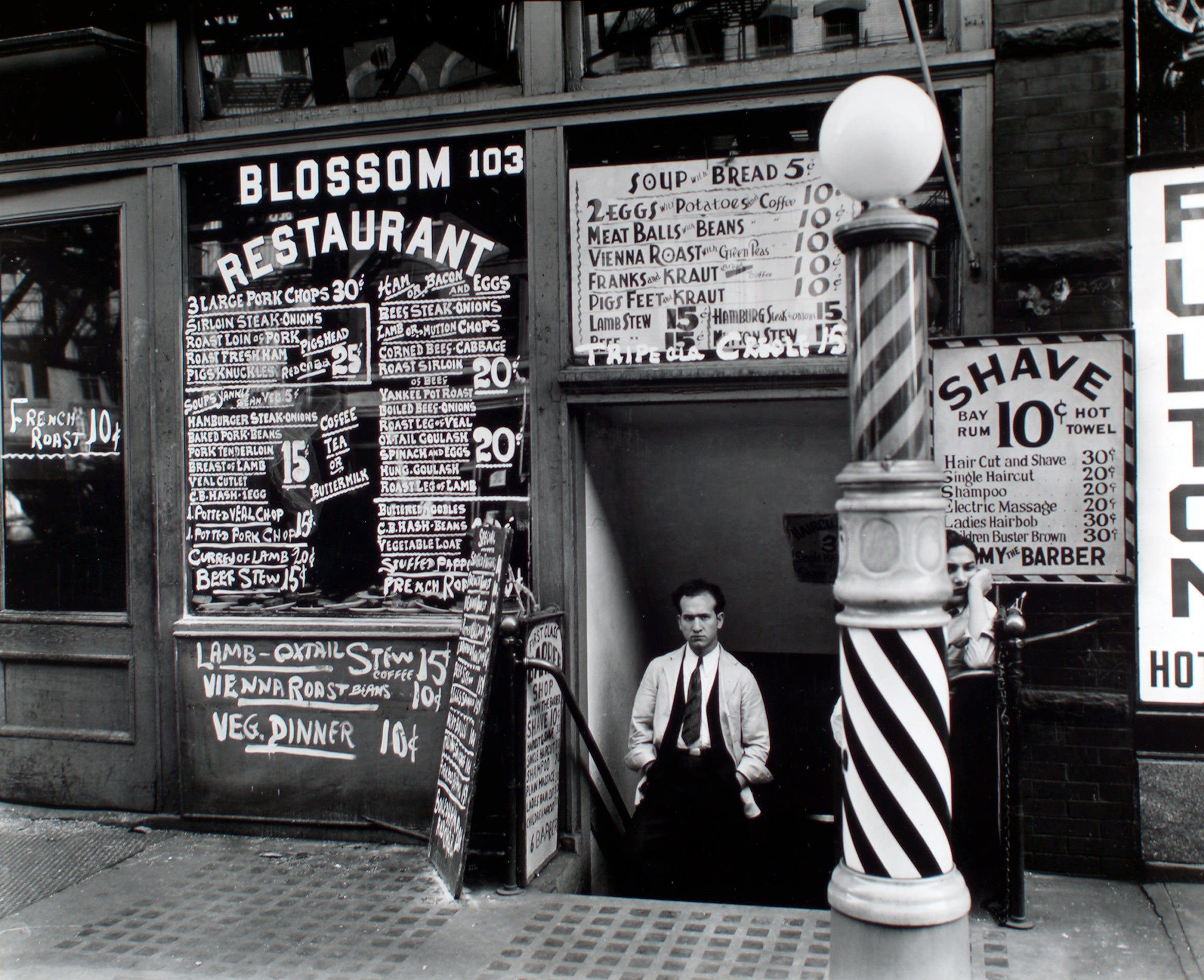
برنيس أبوت: زهر المطعم، نيويورك (1935)

### التصوير الصحفي والعمل الوثائقي

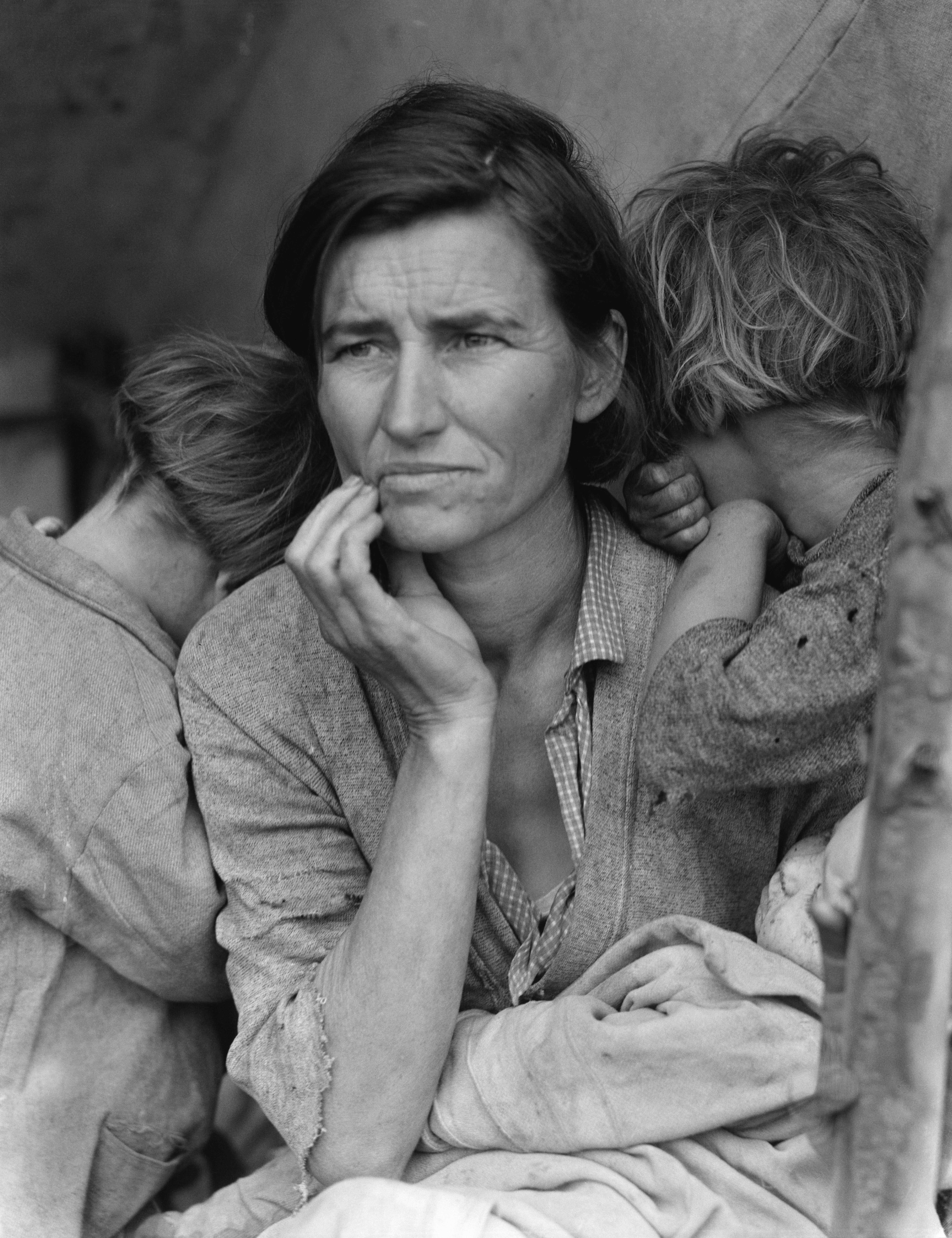
دوروثي لانج: الأم المهاجرة (1936)

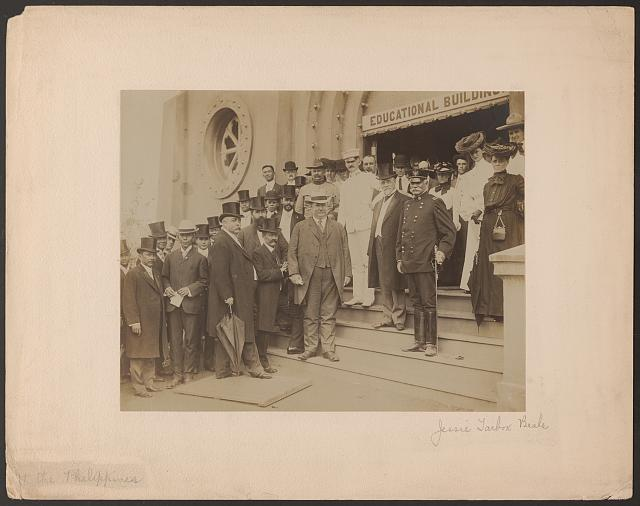
جيسي تاربوكس بيلز: وليام هوارد تافت في معرض في سانت لويس الدولي (1904)

## المصور المحترف